# Assemblée législative du Dakota du Nord
Pour les autres articles nationaux ou selon les autres juridictions, voir Assemblée législative.
Capitole de l'État du Dakota du Nord, Bismarck
L'Assemblée législative du Dakota du Nord (en anglais : North Dakota Legislative Assembly) est l'organe législatif de l'État américain du Dakota du Nord.

## Structure
Elle se présente sous la forme d'un parlement bicaméral composé d'une chambre haute, le Sénat de 47 membres et d'une chambre basse, la Chambre des représentants de 94 membres. Les parlementaires sont élus pour un mandat de quatre ans et sont renouvelables par moitié tous les deux ans à raison d'un sénateur et de deux représentants dans chacun des 47 districts de l'État.

## Siège
L'Assemblée législative se réunit dans le Capitole de l'État situé à Bismarck, capitale du Dakota du Nord.

## Travail législatif
La constitution du Dakota du Nord limite la législature à 80 jours tous les deux ans, les années impaires. Les élus n'ont ni bureau, ni équipe de collaborateurs parlementaires.
Tous les textes, même ceux rejetés en commission, ont droit à un vote en séance. Les élus n'ont pas le droit de s'abstenir sur un texte. En cas de désaccord entre les deux chambres, trois sénateurs et trois représentants travaillent sur un accord de texte avant un nouveau vote devant les chambres[réf. souhaitée]. Le gouverneur du Dakota du Nord peut opposer son veto à une loi, mais l'Assemblée législative peut passer outre son veto aux deux-tiers des voix.

## Représentation
Lors de la 67e législature, qui a débuté le 5 janvier 2021, le Parti républicain contrôle les deux chambres de l'Assemblée législative avec 80 sièges sur 94 à la Chambre des représentants et 40 sièges sur 47 au Sénat.